# Grigú
Grigú (oficialmente en asturiano: El Grigú) es una casería española de la parroquia de Villazón, perteneciente al municipio de Salas, en la comunidad autónoma de Asturias.

## Demografía
En 2023, la entidad singular de población de Grigú tenía empadronados 5 habitantes, todos ellos en diseminado.